# Замок Кіллуа
Замок Кіллуа (англ. Killua Castle) — один із замків Ірландії, розташований в графстві Західний Міт. Замок стоїть недалеко від міста Клонмеллон, біля Обеліска Ралейх (Рейлі). Замок був побудований в 1780 році баронетами Чепмен — сером Бенджасіном Чепменом. Замок має зал, їдальню, вітальню овальної форми, вітальню для ланчу, зали передніх і задніх сходів. Біля замку був маєток, господарський двір, господарські приміщення. Маєток Кіллуа був площею більше 9 000 акрів землі. Нині замок в руїнах, триває реставрація замку.

## Історія замку Кіллуа
Землі Кіллуа були даровані капітану Бенджаміну Чапмену — капітану армії Олівера Кромвеля за «вірну службу» в 1667 році. Ці землі були конфісковані в лицарів-госпітальєрів святого Іоана. Після його смерті маєток перейшов до його старшого сина — Вільяма. Після смерті вільяма маєток успадкував його син Бенджамін. Бенджамін Чапмен помер в 1779 році, землі успадкував його син — теж Бенджамін. Він отрима титул баронета.
Нинішня споруда замку Кіллуа була побудована в 1780 році сером Бенджаміно Чапменом — І баронетом Кіллуа. До того на цьому місці стояв більш давній замок, про який немає ніяких відомостей. У 1810 році замок успадкував його брат Томас. У 1820 році він добудував велику круглу вежу, кілька менших веж, вежу бібліотеки, сходи веж, сходи задніх дверей великої вежі. Він також завершив будівництво Обеліска Ралейх (Рейлі). Йому успадкував володіння в 1837 році його син сер Монтегю Чапмен — ІІІ баронет Кіллуа, що потонув в океані біля берегів Австралії в 1852 році. Замок успадкував Бенджамін Чапмен — IV баронет Кіллуа. Потім замок перейшов до його сина — Річарда Монтегю Чапмена — V баронета Кіллуа. Він помер бездітним в 1907 році. Його вдова та кузен розділили маєток між чотирма дочками брата свого сера Томаса Чапмена, що став VII баронетом Кіллуа. Замок та решта — 1200 акрів землі були продані в 1949 році. Замок був закинутий, перетворився на руїни і заріз плющем. Тільки не так давно виникла ідея його від реставрувати.

## Обеліск Ралейх (Рейлі)
Обеліск був зведений 1810 року сенром Томасом Чапменом за 300 м від замку на честь сера Волтера Рейлі, що завіз до Ірландії картоплю. Вирощуванню картоплі в Ірландії сприяв Антуан Парментір, що вперше завіз картоплю з Південної Америки і запропонував вирощувати її для їжі. Лишається досі неясним, хто першим завіз картоплю в Ірландію, але це приписують Рейлі (що сумнівно). Напис на обеліску такий: "Серу Вортеру Г. Рейлі. Немає ніяких доказів, що Рейлі мав ім'я, що починалось на «Г», тому цей напис видається сумнівним, можливо літера «Г» з'явилася в результаті акту вандалізму. Обеліск був відновлений за рахунок Георгієвського товариства.